# パラチー
パラチーまたはパラチ（ポルトガル語: Paraty, Parati [pɐɾɐˈtʃi]）は、ブラジルのリオデジャネイロ州の都市。人口は4万3680人（2020年）。ポルトガルの植民地（1500年から1822年）とブラジル帝国（1822年から1889年）時代の歴史的街並みが残る観光都市である。
パラチーは、歴史的な建築と美しい海岸で有名である。海岸はコスタヴェルデ（緑の海岸）と呼ばれる。街の歴史的中心部と大西洋岸森林の4つのエリアは、2019年にユネスコ世界遺産リストに「パラチーとグランジ」という名称で登録された。

## 地理
町はグランデ島などの多くの熱帯の島が点在する湾に面している。町の背後には1,300メートルもの高さの熱帯林、山、滝がある。リオデジャネイロ州の最南端かつ最西端の都市である。
パラチーはIPHANによって国定歴史建造物としてリストされている。その領土の80％以上が保護団体によって保護されている。
- トリンダーデの村が位置するカイルス環境保護区（ポルトガル語版）
- タモイオス生態ステーション（ポルトガル語版）
- セラ・ダ・ボカイナ国立公園
- パラチー湾、パラチー・ミリムとサコ・ド・ママングア環境保護区（英語版）
- ジュアティンガ生態保護区（英語版）

近くにはサンパウロ州のセラ・ド・マール州立公園がある。自治体には、先住民の村とアフリカ系ブラジル人のキロンボの集落も含まれている。

### 気候
パラチーの気温は16℃から37℃の範囲で、最も雨の多い月は2月。しかし、海風は暑さを和らげ、午後の雨は夏によく見られる。

## 市のシンボル

### 市旗
パラチーの市旗は1967年8月12日に採択された。市旗の全体的な色の特徴として、金は強さ、銀は無垢、赤は勇気、青の静けさ、緑は豊かさの色を表す。
赤、白、青は、街の歴史的な家を飾るために伝統的に使用されてきた3つの色である。色は、中央に紋章が付いた3本の縦縞で表示されている。赤い縞の大きな白い星は第1地区を表し、青い縞の2つの小さな星は第2地区と第3地区を表している。街の建築におけるフリーメーソンの強い存在に敬意を表して、3つの星は三角形の形で配置されている。王冠は、国を発見し、独立した国を設立した王室の伝統を表している。緑の本当の理由は、ポルトガルのブラガンサ王朝とオーストリアのハプスブルク家（ドムペドロ1世とドナレオポルディナ）の黄色を示す。

### 紋章
市旗に示されている紋章は1960年11月30日に採用された。紋章の四半期は、次のことを象徴している。
1. 左上の最初の緑色の第1四半期は、2つの交差した矢印の上に羽飾りの付いた頭飾りがあり、この地域の元々の住民であるグアヤナス族を表している。
2. 第2四半期は赤で、白い楕円形の印章があり、植民地時代に公式文書を認証するために使用された印章である「レメディオス」という言葉で囲まれたポルトガル王室の紋章が付いている。救済の聖母は1646年以来町の守護聖人である。
3. 白、青、黄色の第3四半期は、都市と湾の輪郭であり、銀色の魚が重ねられている。これは、おそらく 都市名のトゥピ語の由来を示している。
4. 最後に、青の第4四半期は、植民地時代の家の角と、パラチーを例示する植民地時代の家を代表する錬鉄製のレールを示している。

赤い巻物を支える植物相は、コーヒーノキの枝とサトウキビの茎。巻物自体には「1660 パラチー 1844」の刻印がある。これらは、パラチが最初に町としての地位を獲得し、その後都市としての地位を獲得した日付である。盾の上には5つの塔からなる王冠があり、中央の塔には、街の守護聖人である救済の聖母を象徴する金のアヤメが描かれた赤い盾が飾られている。

## 歴史
パラチーの村は1597年に設立した。1667年にポルトガルの入植者によって、グアヤナのインディアンが住む地域に町として正式に設立された。
現在の街のある場所に住んでいたグアヤナの人々は、この地域全体を「パラチー」と呼んでいた。トゥピ語で「パラチー」は「魚の川」を意味する。今日でも、ブラジルのボラ（Mugil brasiliensis）は、パラチ湾に流れ込む川で産卵するために戻ってくる。この地域がポルトガル人によって植民地化されたとき、彼らは新しい町にグアヤナの名前を採用した。

### カミーニョ・ド・オウロ
1696年にミナスジェライス州の山で世界で最も豊かな金鉱山が発見された後、パラチーはリオデジャネイロへ、そして、そこからポルトガルへの金の輸出港になった。その後のゴールドラッシュにより、1200 kmの道路である「カミーニョ・ド・オウロ」または「ゴールド・トレイル」が建設された。この道路は、オウロ・プレットとチラデンテスを経由してパラチーとディアマンティーナを結ぶ大きな石で急な場所に舗装されていた。金をパラチーに輸送するために使用されただけでなく、金鉱地域との間で山を越えてラバ列車で物資、鉱夫、アフリカ奴隷を運ぶためにも使われた。カミーニョ・ド・オウロの2つの場所がパラチの近くで発掘され、現在はハイキングの観光地になっている。
カミーニョ・ド・オウロは、アングラドスレイス湾の島々や入り江を頻繁に訪れた海賊によるリオデジャネイロ行きの金を積んだ船への攻撃のために使用されなくなった。最終的に、ミナスジェライス州からリオデジャネイロへのより安全な陸路がこれらの海賊襲撃のために作成された。金自体は18世紀後半に使い果たされ始め、パラチーは衰退した。
カミーニョ・ド・オウロは、2004年8月に世界遺産リストに登録するために提出された。

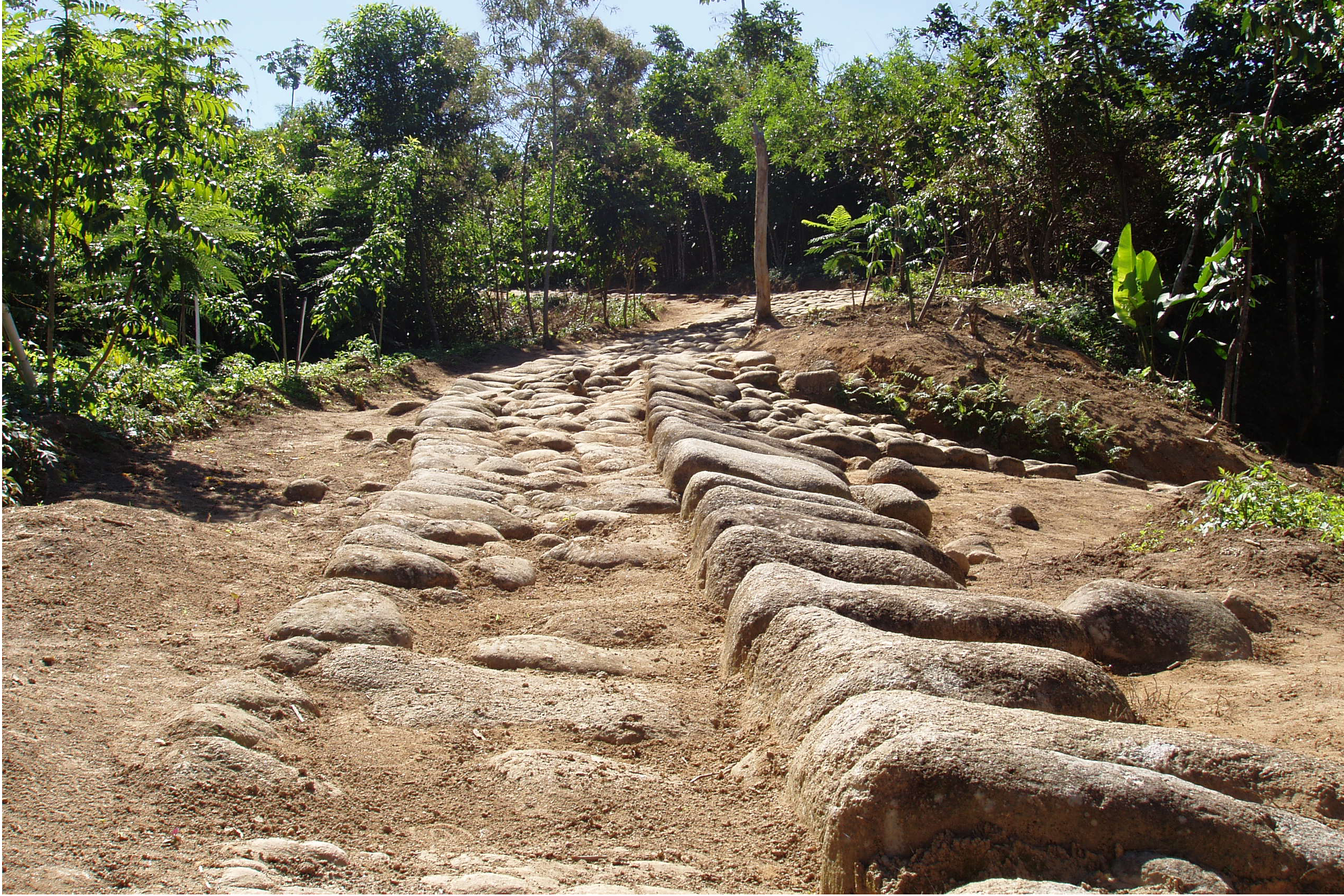
カミーニョ・ド・オウロの石
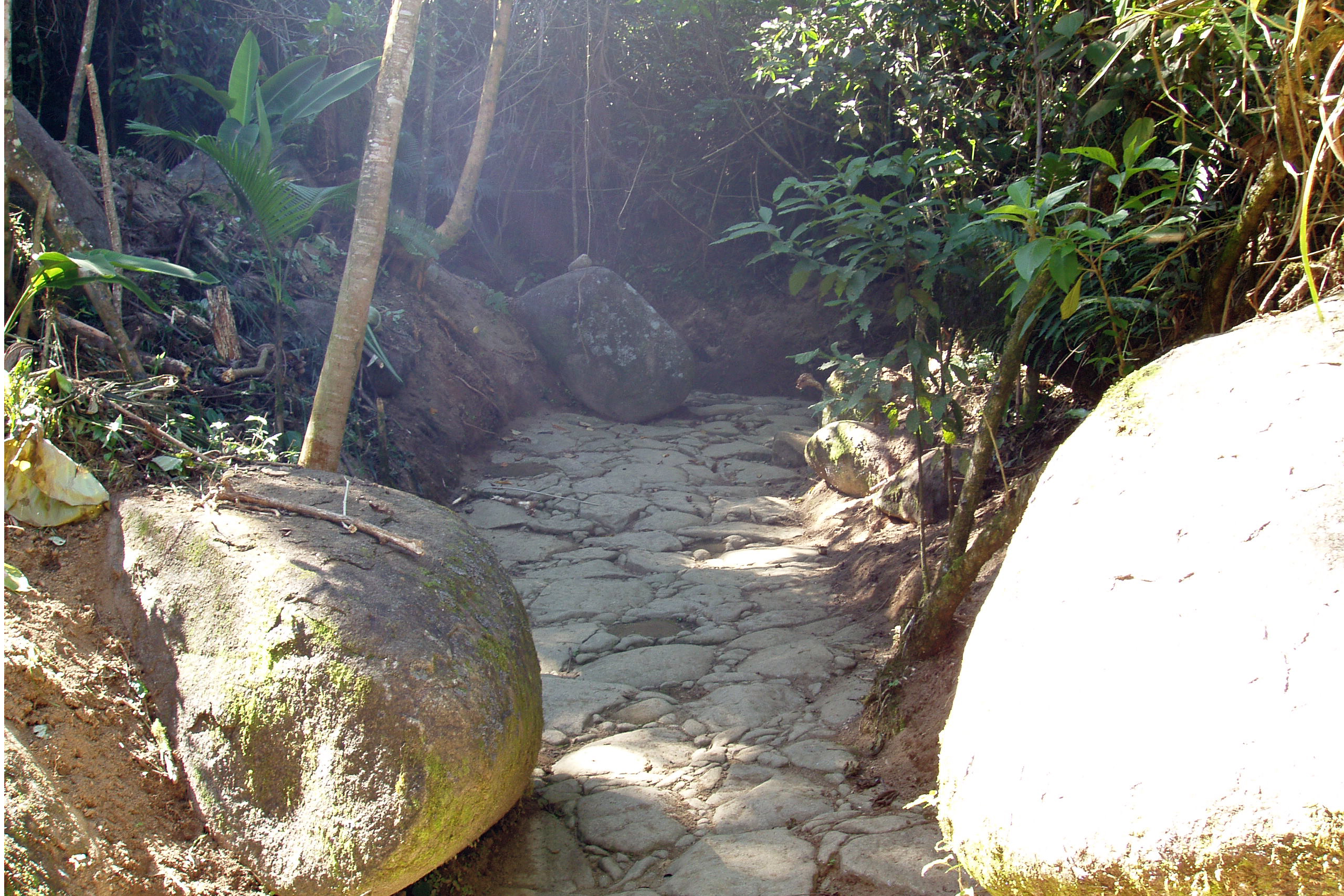
カミーニョ・ド・オウロ
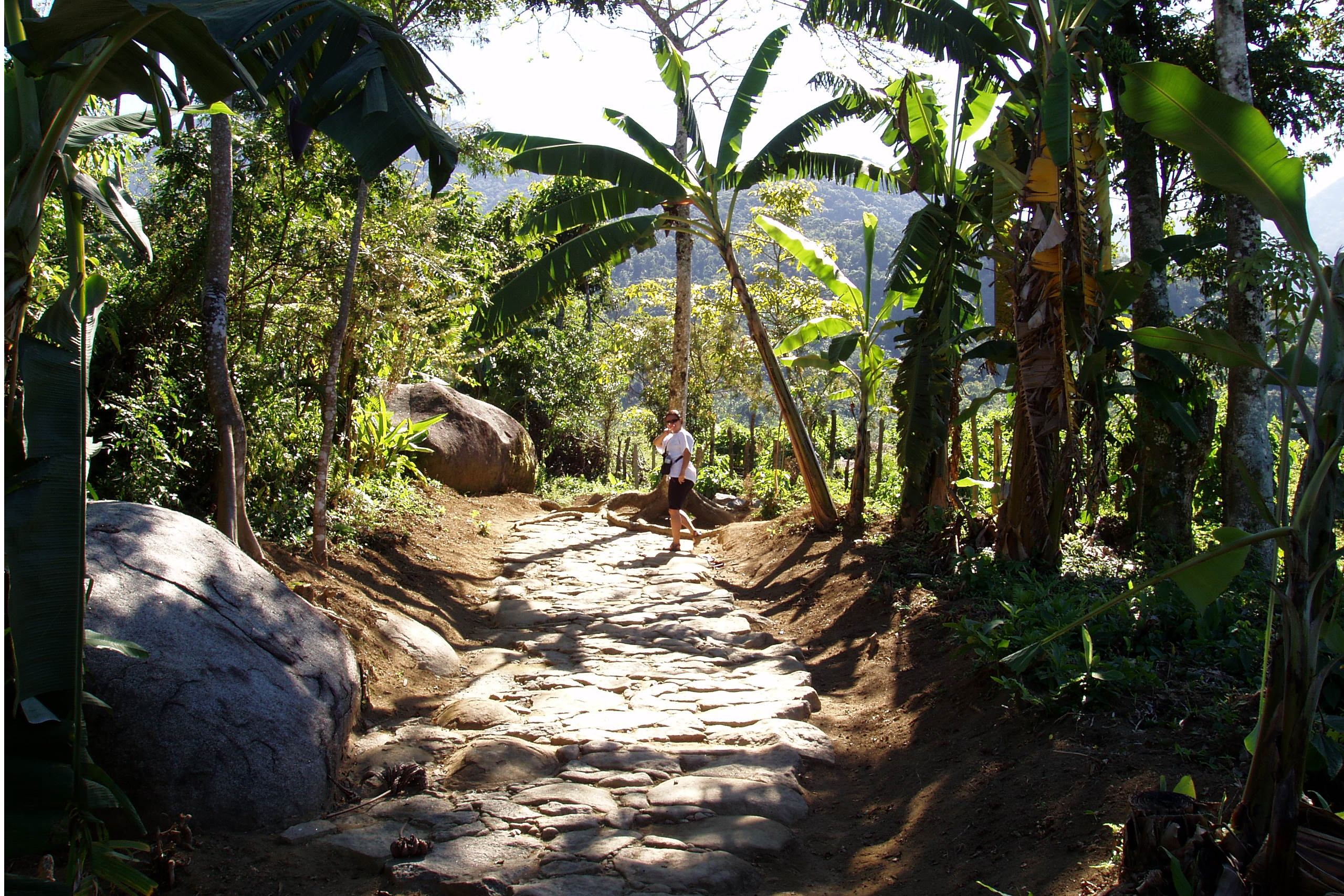
カミーニョ・ド・オウロのハイキング
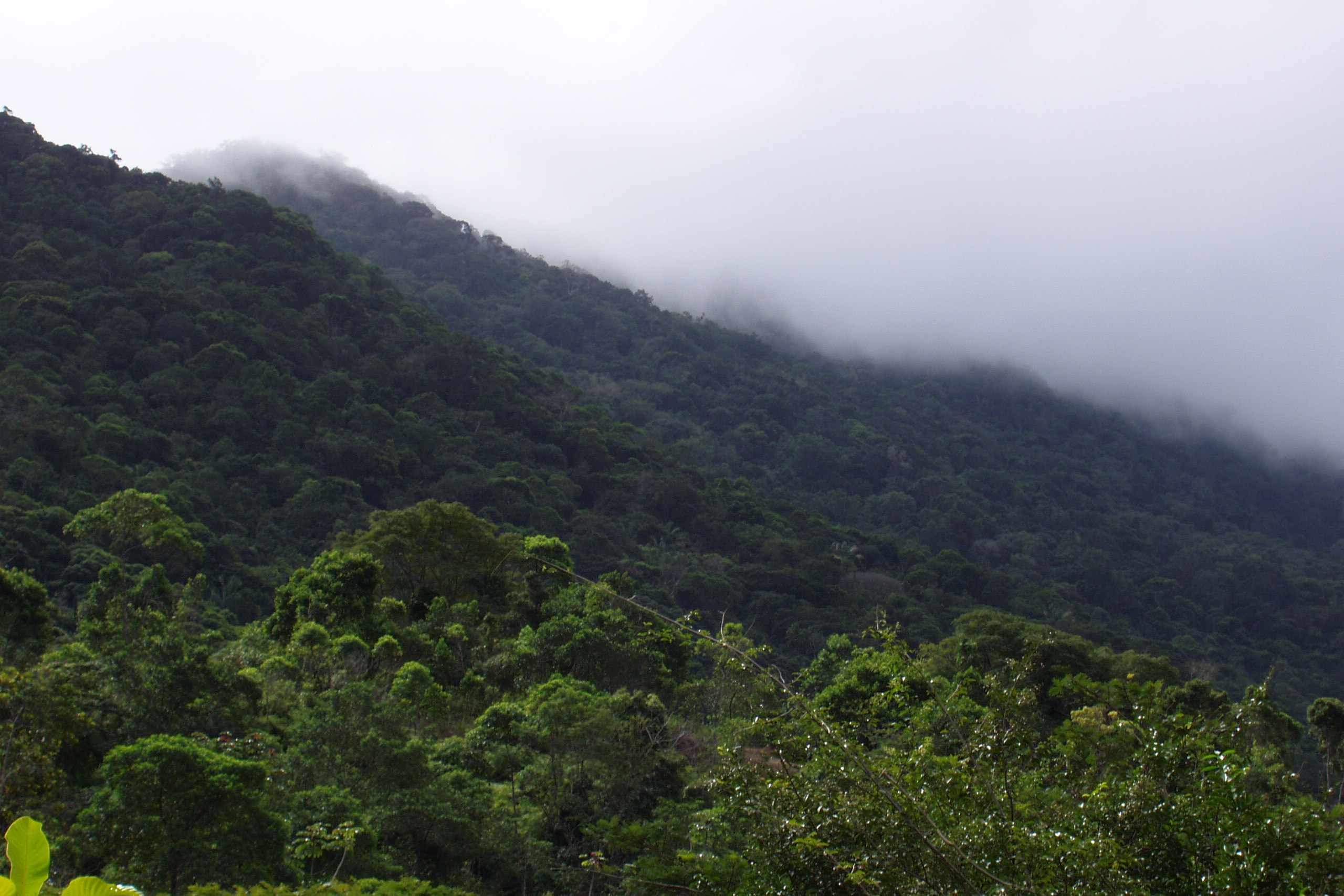
カミーニョ・ド・オウロからの眺め

### 景気回復
市の経済活動は、新しいブームの港として復活した。19世紀初頭、パライーバ・ド・スル川渓谷のコーヒー貿易は、渓谷沿いの鉄道がリオデジャネイロ港へのより安価な輸送手段を生み出すまで続いた。もう1つの小さな復活は、19世紀後半に、ブラジルで最も有名なカクテルであるカイピリーニャのベースとして今日最もよく知られているサトウキビ由来のスピリッツであるカシャッサの生産によってもたらされた。その時代の「パラチー」という名前は、カシャッサの代名詞になった。それ以来、パラチーは主流から外れたため、1970年代のリオデジャネイロからサンパウロ近くのサントスまでの舗装道路が建設されるまで、何世紀にもわたって変化がなかった。その後、市は新たな活動サイクルを開始し、主に漁業と農業（バナナ、キャッサバ、サトウキビ）などの非常に限られた経済活動で生活する小さな、ほとんど廃墟となった町を観光地に変えた。

## 建築
パラチーは、歴史地区全体の石畳で舗装された通りで知られている。町のこの部分では車やトラックは許可されておらず、徒歩または自転車のみが許可されている。自動車は、水曜日の歴史地区での配達のみが許可されている。馬とカートはパラチーで非常に一般的な光景であり、街中で頻繁に使用されている。
パラチーはその歴史的建造物の多くを維持することができた。街の建築の多くは250年以上変わっていない。

### 教会
パラチーには4つの重要な歴史的なバロック様式の教会がある。

#### カペラ・デ・サンタ・リタ（聖リタ礼拝堂）
カペラ・デ・サンタ・リタは、パラチで最も古い教会で、1722年に完成した。これは白人エリートとフリーマン、元奴隷の教会であった。現在、聖なる美術館がある。

#### ロザリーと聖ベネディクトの聖母教会
この教会は、パラチーのアフリカ奴隷によって建てられ、使用されていた。それは1725年にさかのぼる。教会はパラチーの他の3つの教会よりもはるかにシンプルで素朴なスタイルを持っている。毎年12月の第1週に、サンベネディトの祝祭がこの教会で開催される。

#### カペラ・デ・ノッサ・セニョーラ・ダス・ドレス（痛みの聖母礼拝堂）
この礼拝堂は1800年にまでさかのぼる。それは主に社会の裕福な女性によって使用されていた。建設は司祭のアントニオ・ザビエル・ダ・シルバ・ブラガ神父によって監督された。建物は後に1901年に改装された。この礼拝堂からノッサ・セニョーラ・ダ・ピエダーデの像が盗まれた。1990年代にようやく回収され、現在はカペラ・デ・サンタ・リタの聖なる美術館で見ることができる。

#### 救済の聖母の最初の教会
これはパラチーで最大の教会であり、街区全体を占める。その建設は1646年にマリア・ジャコメ・デ・メロという女性がパラチ村の建設のために土地を寄付したときに始まったが、彼女は2つの条件を要求した。1つはノッサ・セニョーラ・ドス・レメディオスに捧げられた礼拝堂の建設で、2つ目は当時その地域に住んでいたインディアンを傷つけないことであった。教会は1873年に完成した。

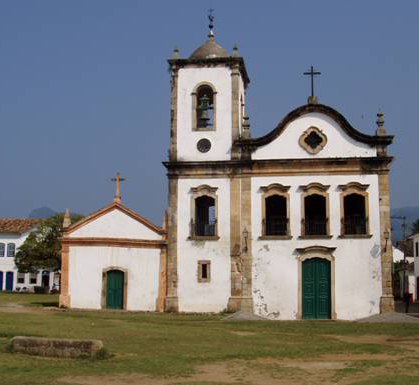
聖リタ礼拝堂
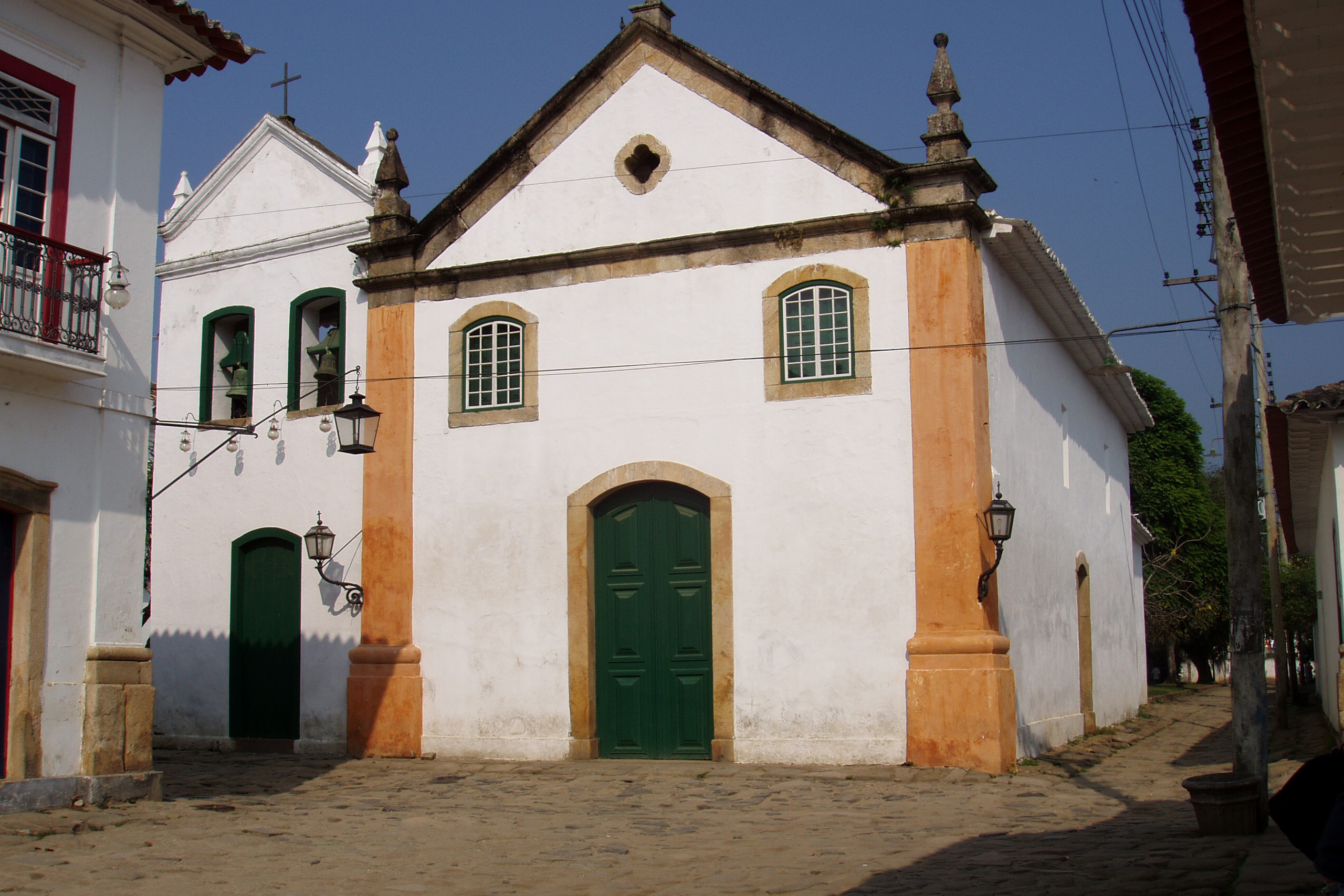
ロザリーと聖ベネディクトの聖母教会
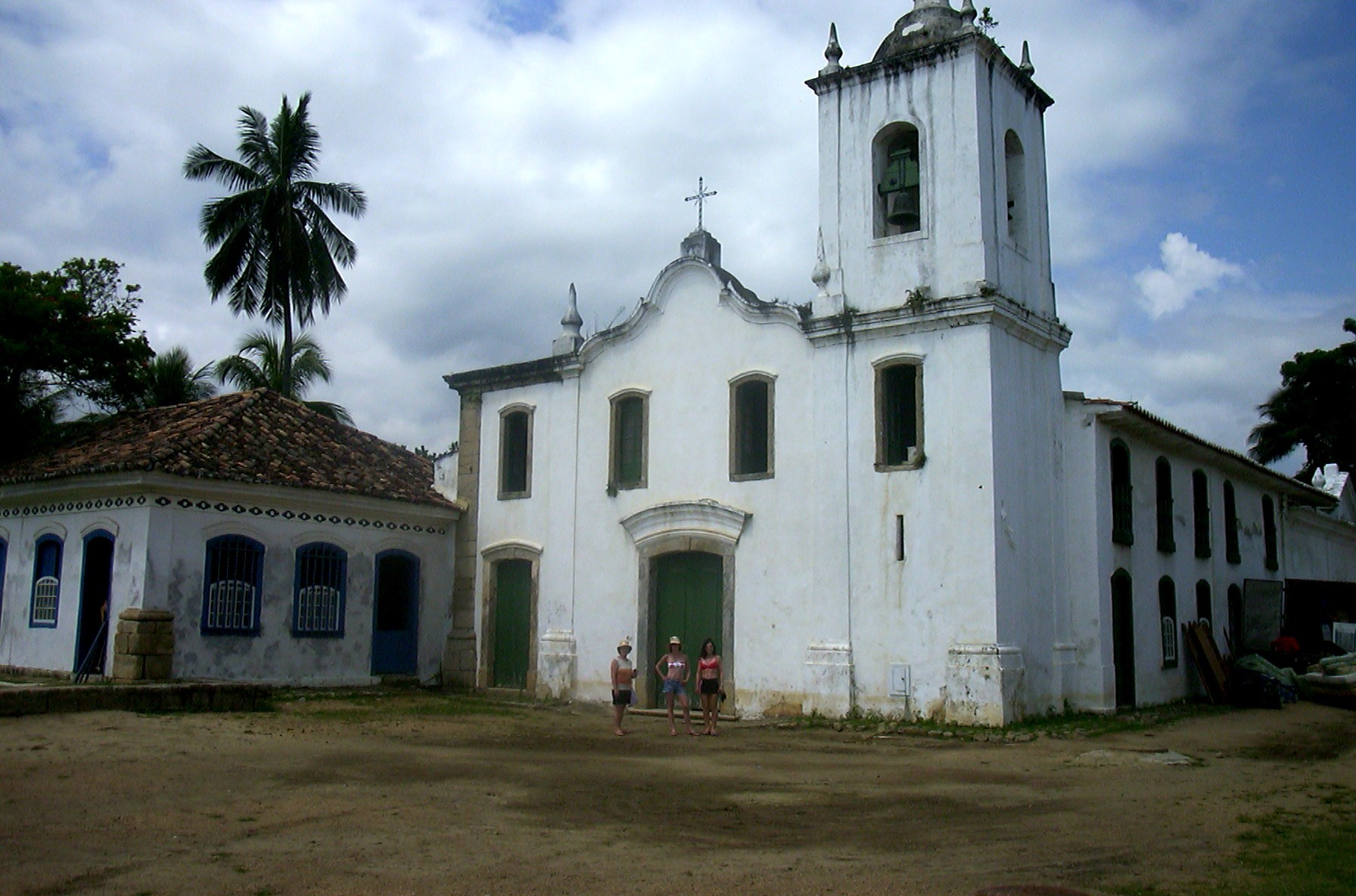
痛みの聖母礼拝堂
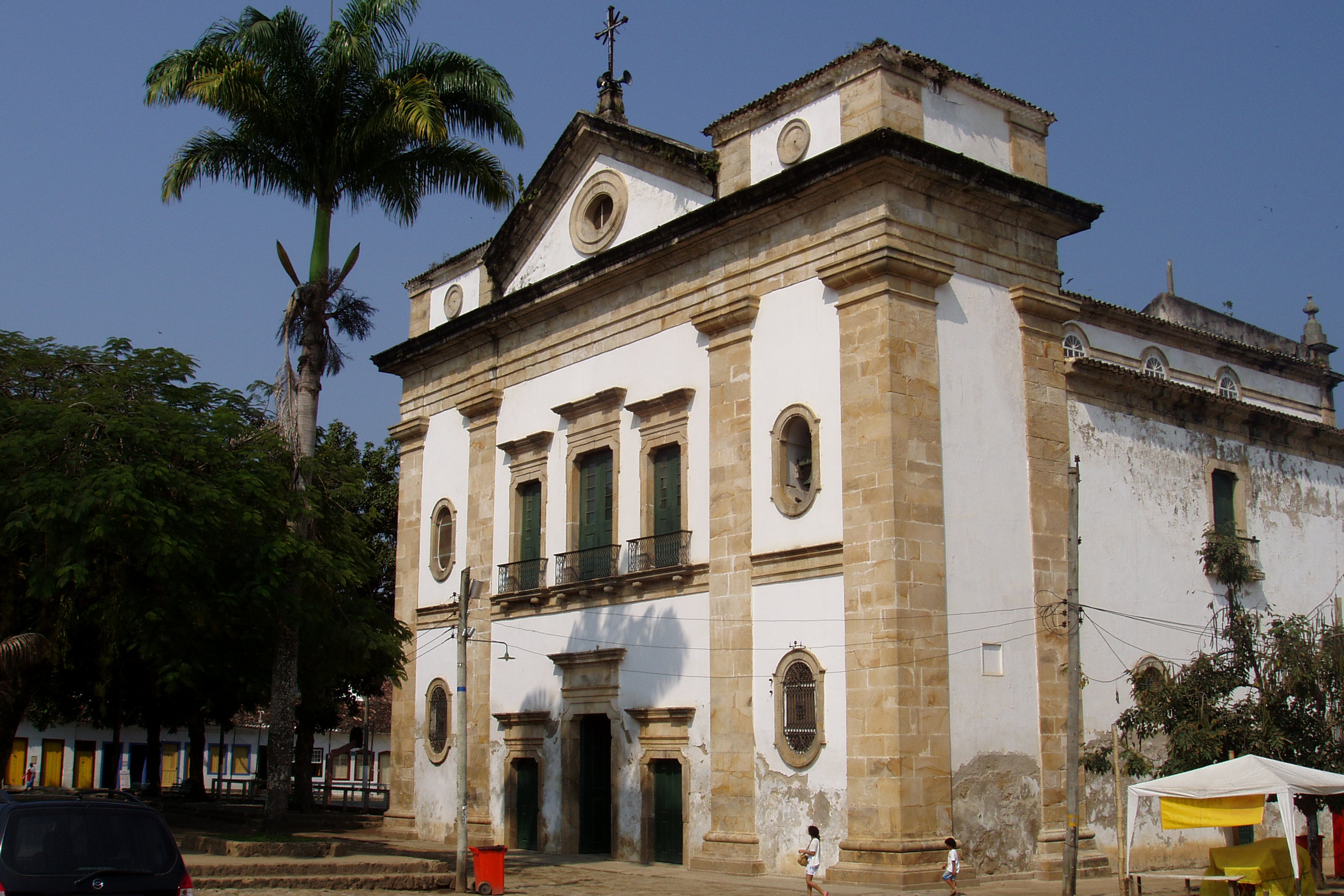
救済の聖母の最初の教会

#### カペラ・ダ・ジェネローザ（寛大な女性のチャペル）

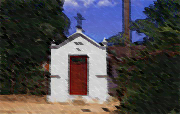
寛大な女性のチャペル

伝説によれば、テオドロを記念して、寛大な女性の常連客の命令によって1901年に建設されたカペラ・ダ・ジェネローザと呼ばれる非常に小さな礼拝堂がある。テオドロは、聖金曜日に釣りをしようとしたときに、ペレケ・アス川で溺死したと考えられている。この日は、伝統的に釣りをすることが推奨されていない。

#### カペラ・ノッサ・セニョーラ・ダ・コンセイソン（受胎の聖母礼拝堂）

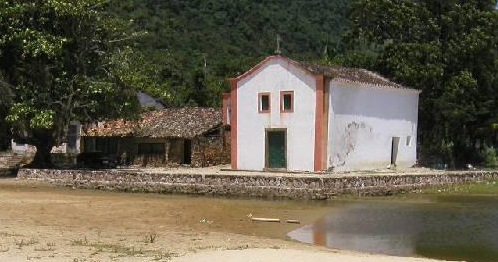
受胎の聖母礼拝堂

近くの2つの小さな村、パラチー・ミリムとペーニャにも歴史的な教会がある。
パラチー・ミリム（小パラチー）は、パラチー（1686）周辺の地域の入植者によって建てられた最初の礼拝堂の場所である。建設当時、パラチーミリムは重要な商業の中心地であり、繁栄している村であった。しかし、今日、残っているのは教会自体と散在する個人の家だけである。近年、この地域の手付かずのビーチのために観光業が成長しており、パラチーミリムには現在、いくつかの小さな旅館、いくつかのレストランバーがあり、ボートツアーを提供している。

#### イグレハ・デ・ノッサ・セニョーラ・ダ・ペーニャ（岩の聖母教会）

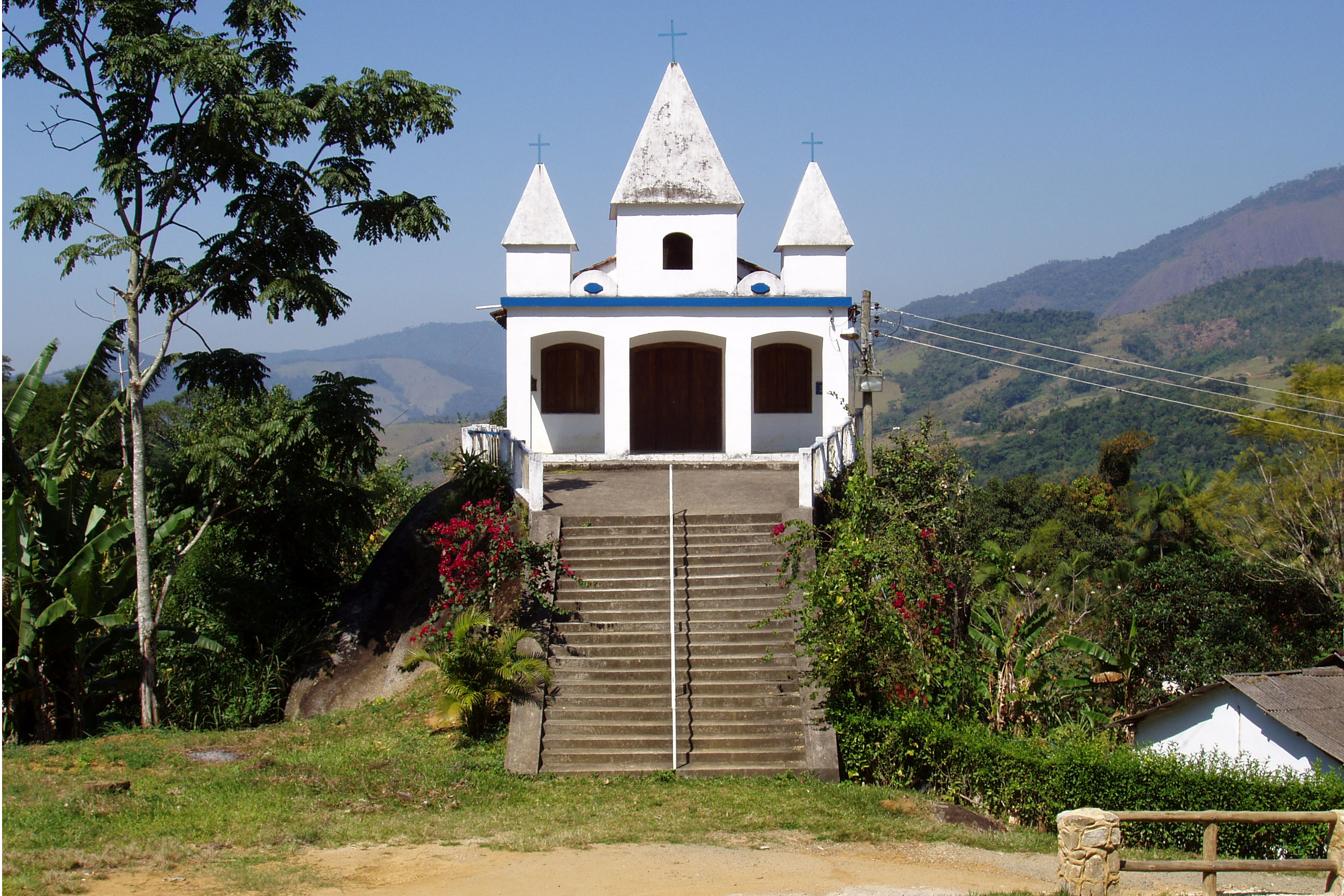
岩の聖母教会

この教会は、パラチーのすぐ外にあるペーニャの小さな集落にある巨大な岩の上に建てられたという点でユニークである。教会は、カミーニョ・ド・オウロのトレイルヘッドにあるツーリスト・インフォメーション・センターの真向かいにある。

### 要塞
パラチーには、フォルテ・デフェンソルとフォルテ・パティティバの2つの植民地時代の砦がある。

#### フォルテ・デフェンソル
フォルテ・デフェンソルは、1703年に建設され、市内の重要な商業倉庫を保護するために6門の大砲を装備した。前述のこの地域の経済的衰退により、1822年に再建され、ペドロ1世皇帝に捧げられるまで廃墟となった。一部の歴史家は、町の最初の核が始まったのは砦であったと信じており、砦の周辺は今でも「旧村」と呼ばれている。
大砲と一緒に古い防御的な石の壁の遺跡は、今日でも見ることができる。また、爆発物を保管するためのパウダーハウスもある。これは、ブラジルにまだ存在する数少ないものの1つである。フォルテ・デフェンソルは、パラチーの港の周りに建てられた7つの要塞の1つで、そのうち2つは市内にある。市外に建設された他のすべては、今では廃墟に過ぎない。

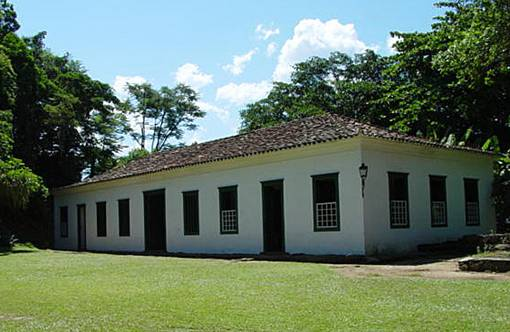
フォルテ・デフェンソル
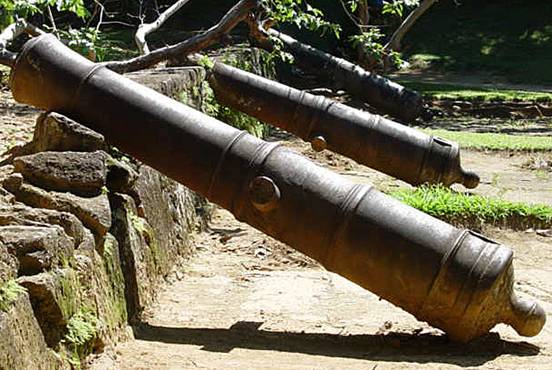
フォルテ・デフェンソルの大砲

#### フォルテ・パティティバ（旧刑務所）

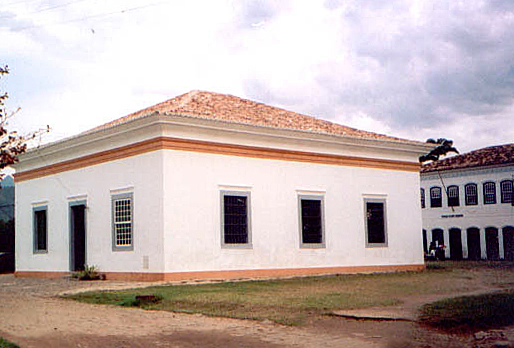
フォルテ・パティティバ

カデイア・アンティガ（旧刑務所）としても知られるこの砦の残されたものは、しばらくの間刑務所としても使用されていた小さな建造物である。同じ名前の教会の隣にあるサンタリタの広場にある。18世紀初頭に建てられたこの建物は、港を守るために市内に建てられたもう1つのブロックハウスであるフォルテ・パティティバの一部であった。19世紀に廃止され、現在は地元の公共図書館がある。
カラフルな植民地時代の家もたくさんあり（ほとんどの場合改装済）、その多くはお店、ポウサダ（ブラジルの民宿）、レストラン、バーに変わっている。

#### 浸水の通り
月に一度、満月があり、満潮になると、海水は通常の水準を超えて上昇し、都市と港を隔ている護岸の特別な開口部から歴史地区に注がれる。潮が引くまで、通りは短時間だけ浸水する。水深は通常わずか6〜10インチ（15〜25 cm）で、護岸近くの商人の中には、歩行者のために浸水した通りに架かる小さな橋を架けているところもある。

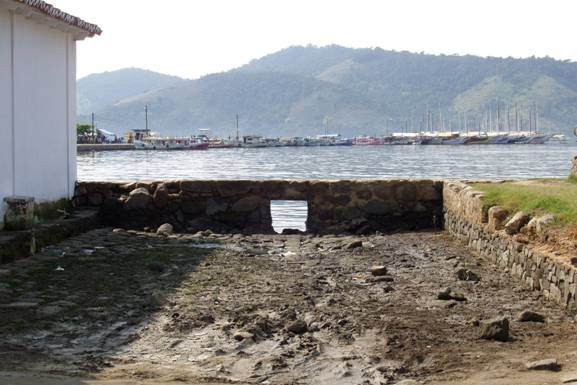
乾燥した洪水の穴
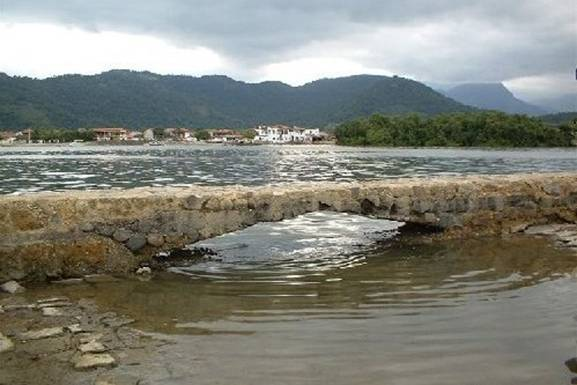
入ってくる潮による洪水
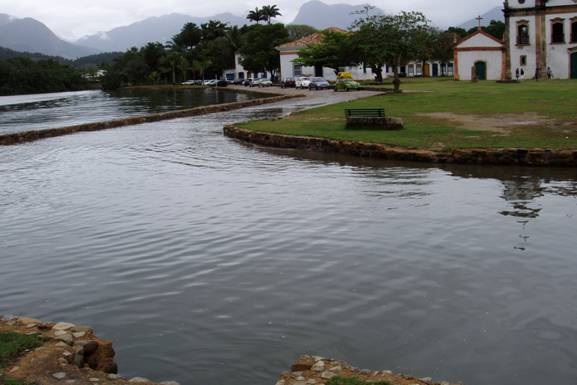
浸水の通り
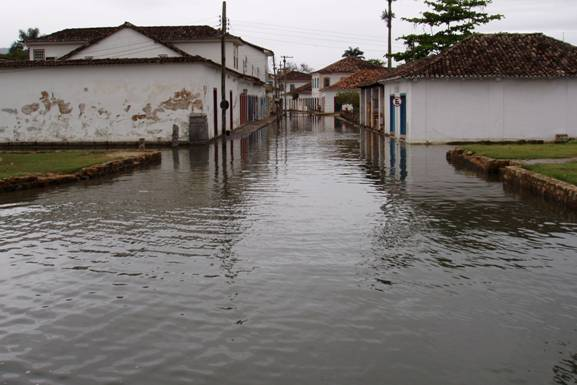
浸水の通り

## 近所

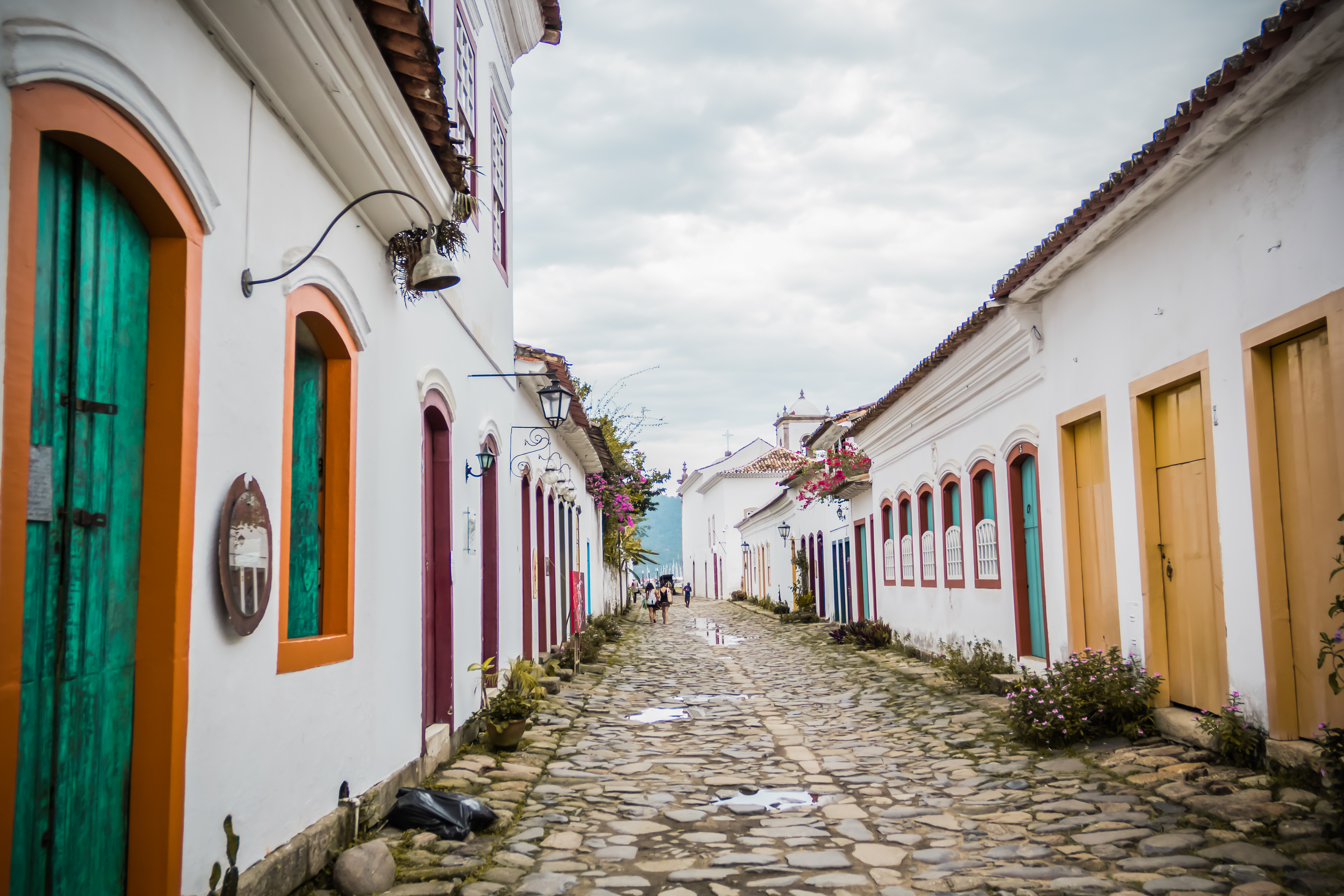
パラチの歴史的中心部の通り

パラチは12の地区に分かれている。それらは次のとおり。
- カボレ
- セントロヒストリコ
- ファティマ
- イーリャ・ダス・コブラス
- ジャバクアラ
- マンゲイラ
- パルケインペリアル
- パルケ・イペ
- パティティバ
- ポータルデパラチ
- サウダージ
- ビラコロニアル

自治体には、1972年に作成されたパラチー・ミリム州立公園が含まれている。タモイオス生態ステーションの一部が含まれている。

## 文化と観光
多くの音楽的および文化的イベントがあるが、その中で最も有名なのは、パラチー国際文学フェスタ（FLIP - Festa Literária Internacional de Paraty）である。町はまた、聖霊の饗宴など、カトリックの聖なる日に地元のお祭りで知られている。
毎年恒例のパラチー・バーボン・ジャズ・フェスティバルは2009年から毎年5月に開催されている。伝統的な音楽イベントには、スタンレー・ジョーダン、ゲイリー・ブラウン、エド・モッタ、レオ・ガンデルマン、ユーミール・デオダート、ジョシュア・レッドマン、ポー・ブラジル・グループ、ダイアン・リーブス、マイク・スターンなどの名前がすでに登場している。ナナ・バスコンセロス、ヌノ・ミンデリス、ジャック・モレレンバウム、スタンリー・クラーク、そしてブラジルと世界のジャズ、ブルース、ソウル、R＆Bの多くの主要な名前がある。
イベントは通常、市内の歴史的中心部にあるマトリス広場とサンタリタ教会にある2つのステージと、歴史的中心部とDJクリズの街を一周する大道芸人（大道芸人）とオーリンズ・ストリート・ジャズ・バンドで構成されている。
パラチー文化の家は、もともと1754年に建てられた歴史的な家である。2004年に公開された。地域の歴史や文化に常設展示を保持している。先住民文化サロンでは、6月の聖体の祝日で使用された色のおがくずと花びらで作られた「カーペット」を見ることができる。最大のものはほぼ92平方フィート（8.5 ㎡）である。「カーペット」はガラスで保護されているため、訪問者は入場時にその上を歩くことができる。
パラチーは1983年のソニア・ブラガとマルチェロ・マストロヤンニが主演のブルーノ・バレットの映画「ガブリエラ、クラボとカネラ」でバイアンの町イリェウスの役を果たした。
パラチーは、映画「トワイライト・サーガ/ブレイキング・ドーン Part1」のアイルエスメ（エドワードとベラの新婚旅行の場所）のセットでもあった。

## 交通機関
パラチー空港へは、リオデジャネイロまたはサンパウロからチャーター機のヘリコプター、または小型の民間航空機で行くことができる。現在、定期便はない。
輸送のもう1つの可能性は、リオデジャネイロ、アングラドスレイス、グランデ島からヨットまたはクルーズ船で海上に到着することである。
パラチーは、リオデジャネイロまたはサンパウロに道路で接続されている（道路BR-101経由）。エアコン付きバスは、リオからパラチー、パラチーからリオへと行き来している。

### 他のブラジルの都市からの距離
- アングラドスレイス - 95 km
- ベロオリゾンテ - 572 km
- カラグアタトゥバ（ポルトガル語版） - 126 km
- リオデジャネイロ - 236 km
- サンパウロ - 330 km
- ウバトゥバ（ポルトガル語版） - 74 km

## 世界遺産
パラチーは沖合のグランデ島一帯と共に2019年に世界遺産に登録された。
この登録物件のハイライトはトゥピ・グアラニー語族の言語を話す先住民、カイサラ人やアフリカ系ブラジル人のキロンボラの文化、そして生物多様性ホットスポットである大西洋岸森林、マングローブと付近の海域に生息しているジャガー、ピューマ、クチジロペッカリー、ミナミムリキをはじめとする霊長類、固有種の鳥類、カエル、爬虫類、海洋生物、固有種の植物などの多様な動植物である。昔の金の輸送にまつわる歴史遺跡も多く残っている。

### 登録基準
この世界遺産は世界遺産登録基準のうち、以下の条件を満たし、登録された（以下の基準は世界遺産センター公表の登録基準からの翻訳、引用である）。
- (5) ある文化（または複数の文化）を代表する伝統的集落、あるいは陸上ないし海上利用の際立った例。もしくは特に不可逆的な変化の中で存続が危ぶまれている人と環境の関わりあいの際立った例。
- (10) 生物多様性の本来的保全にとって、もっとも重要かつ意義深い自然生息地を含んでいるもの。これには科学上または保全上の観点から、すぐれて普遍的価値を持つ絶滅の恐れのある種の生息地などが含まれる。

## ギャラリー

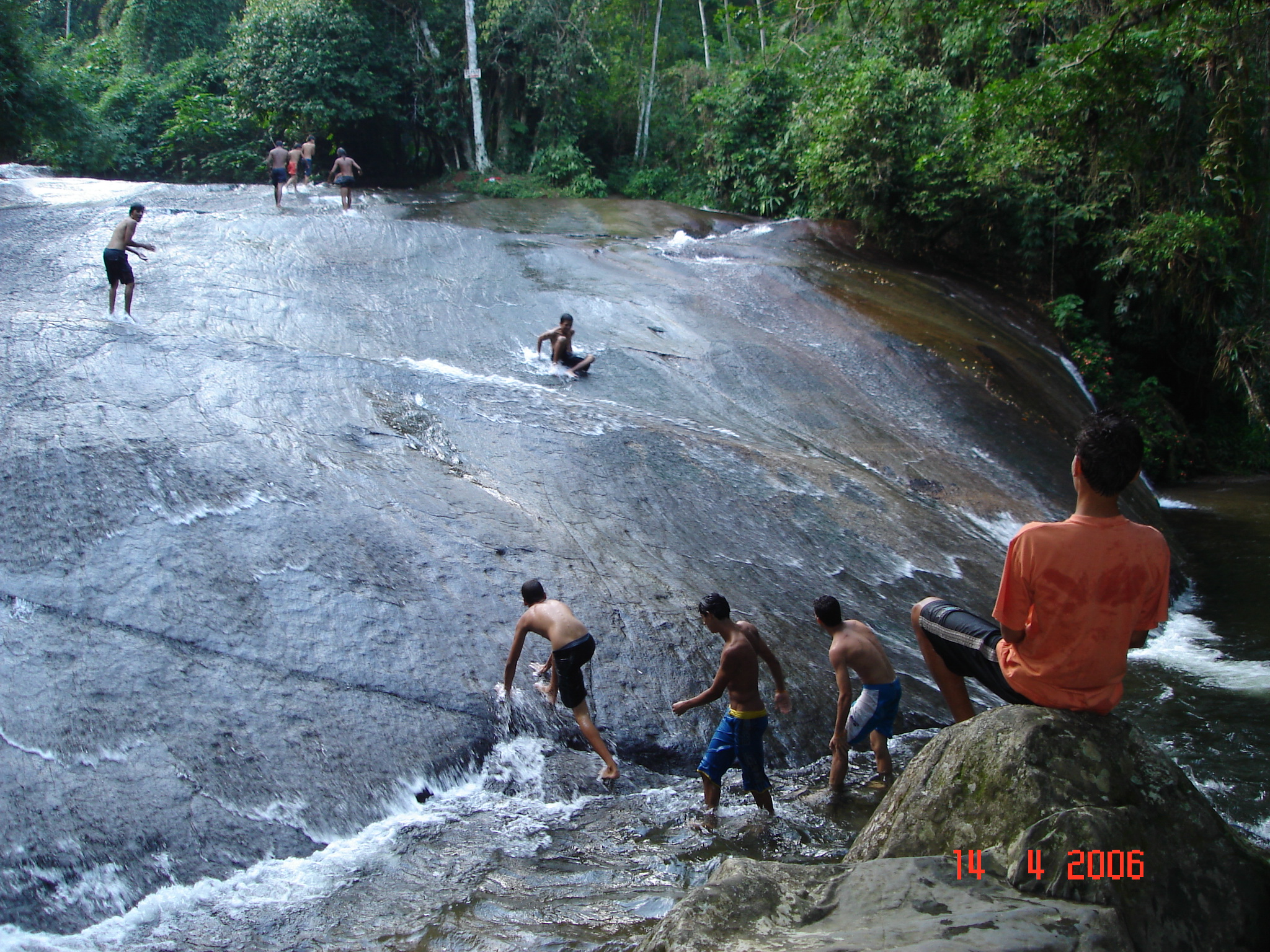
ペーニャ
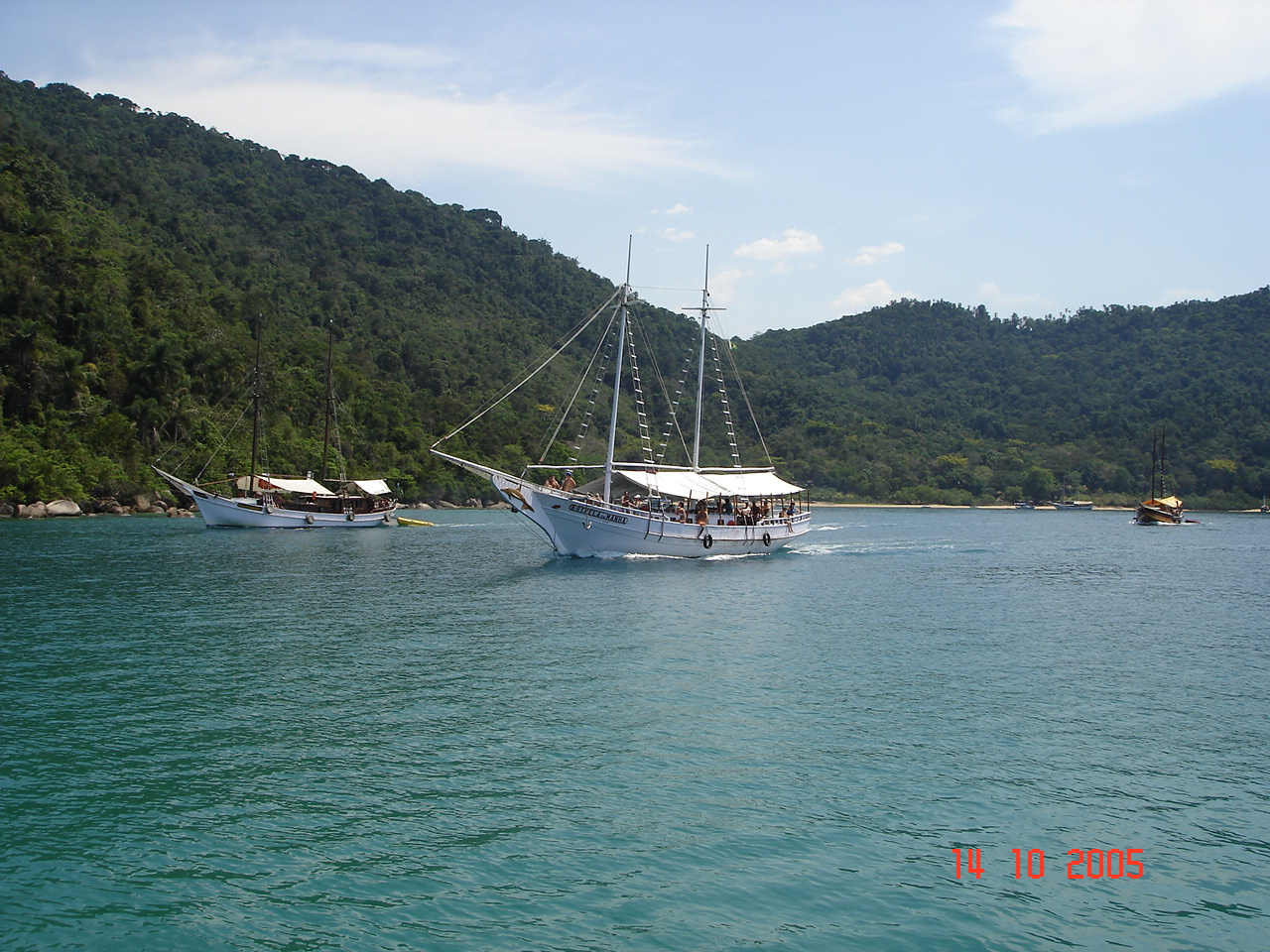
サヴェイロ（ポルトガル語版）
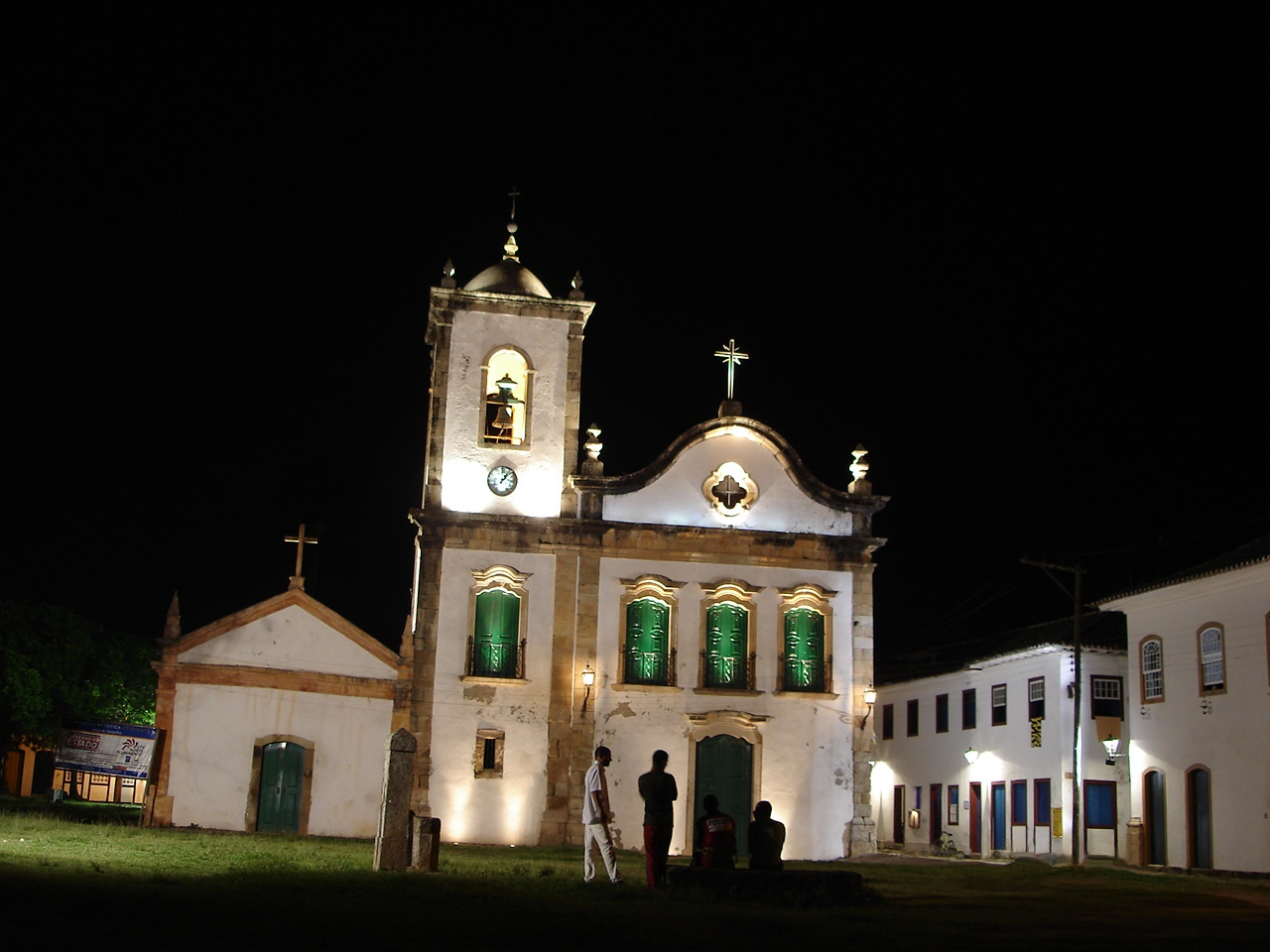
植民地時代の教会
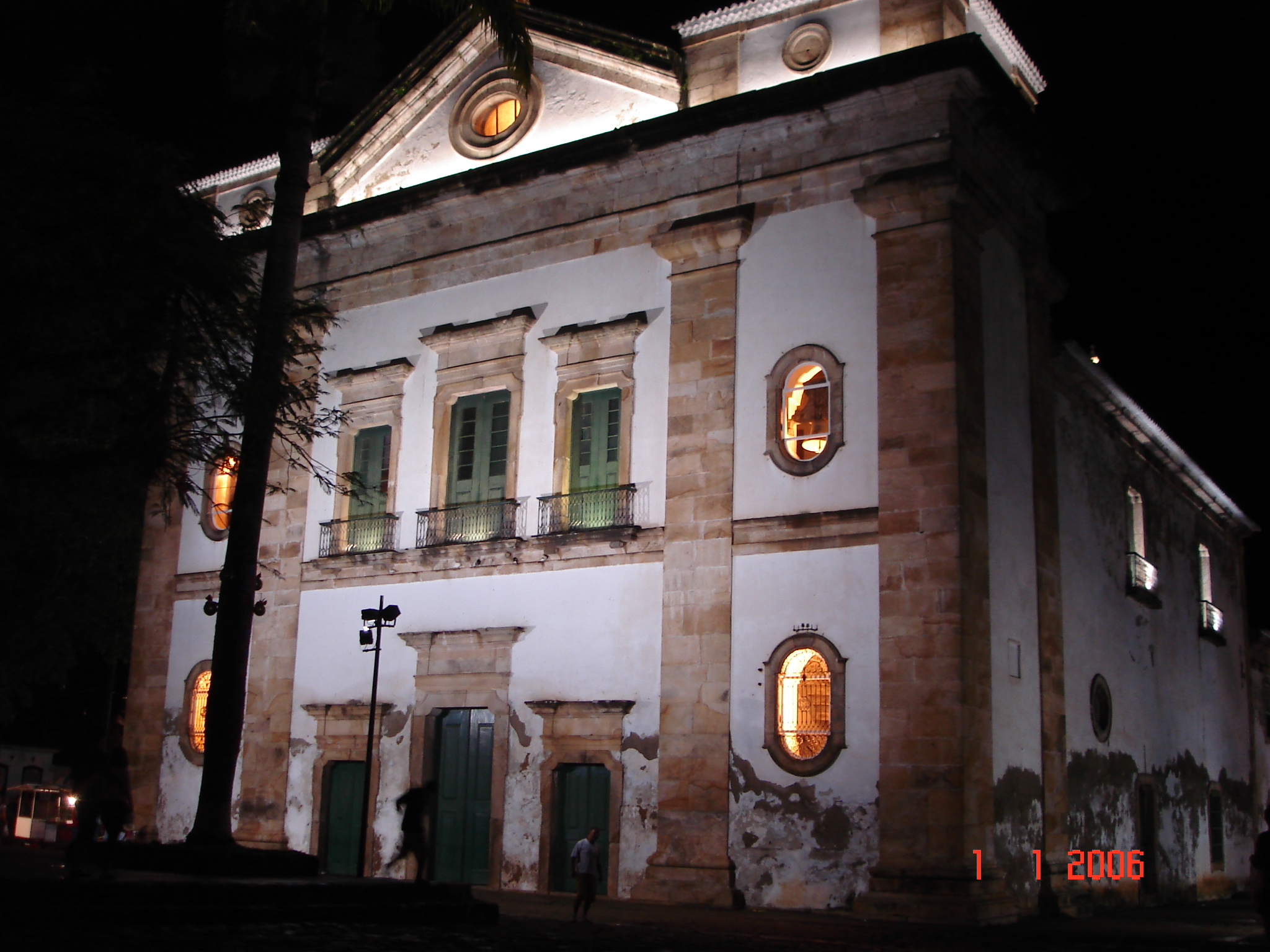
植民地時代の教会
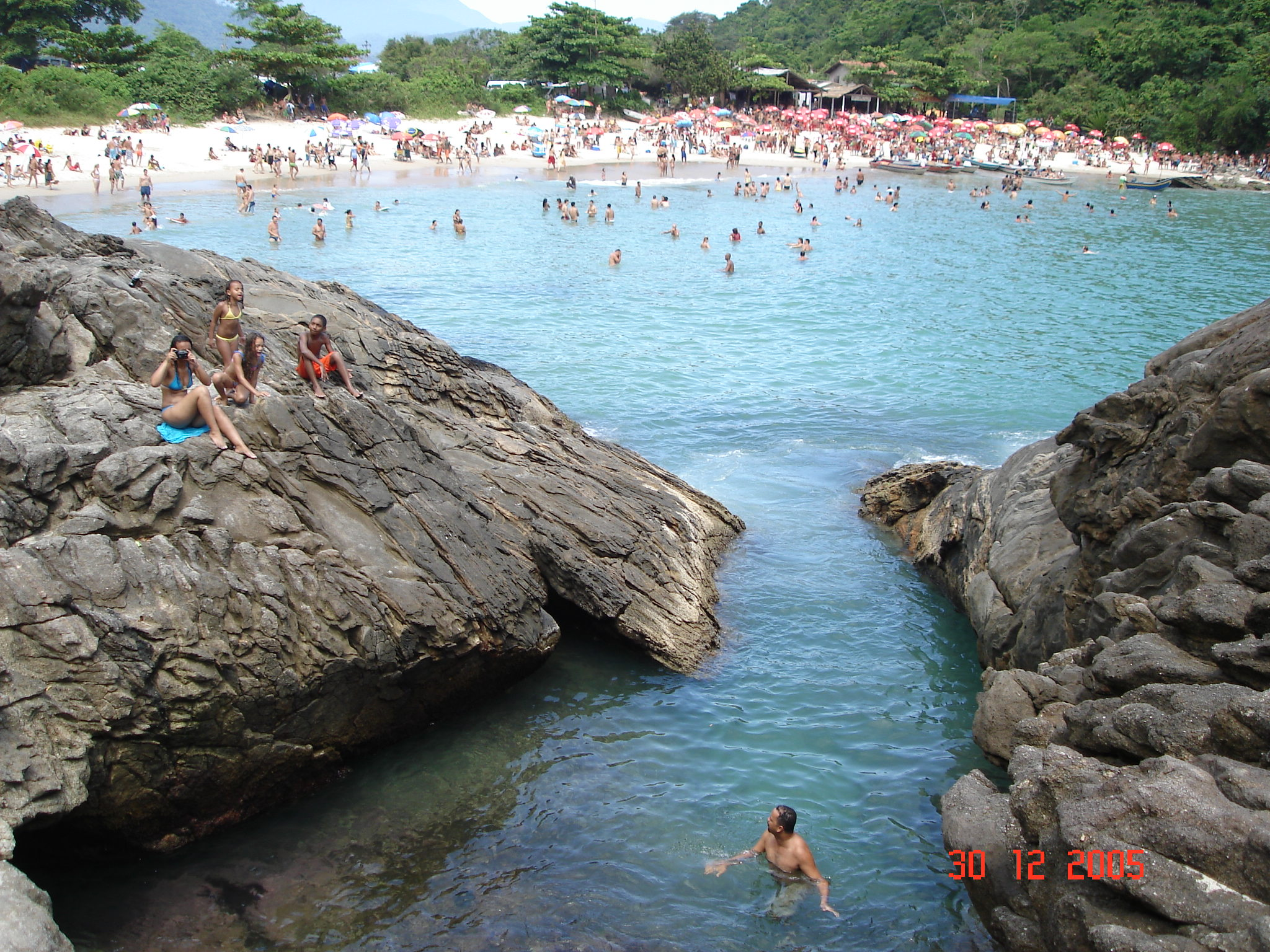
トリンダーデ地区
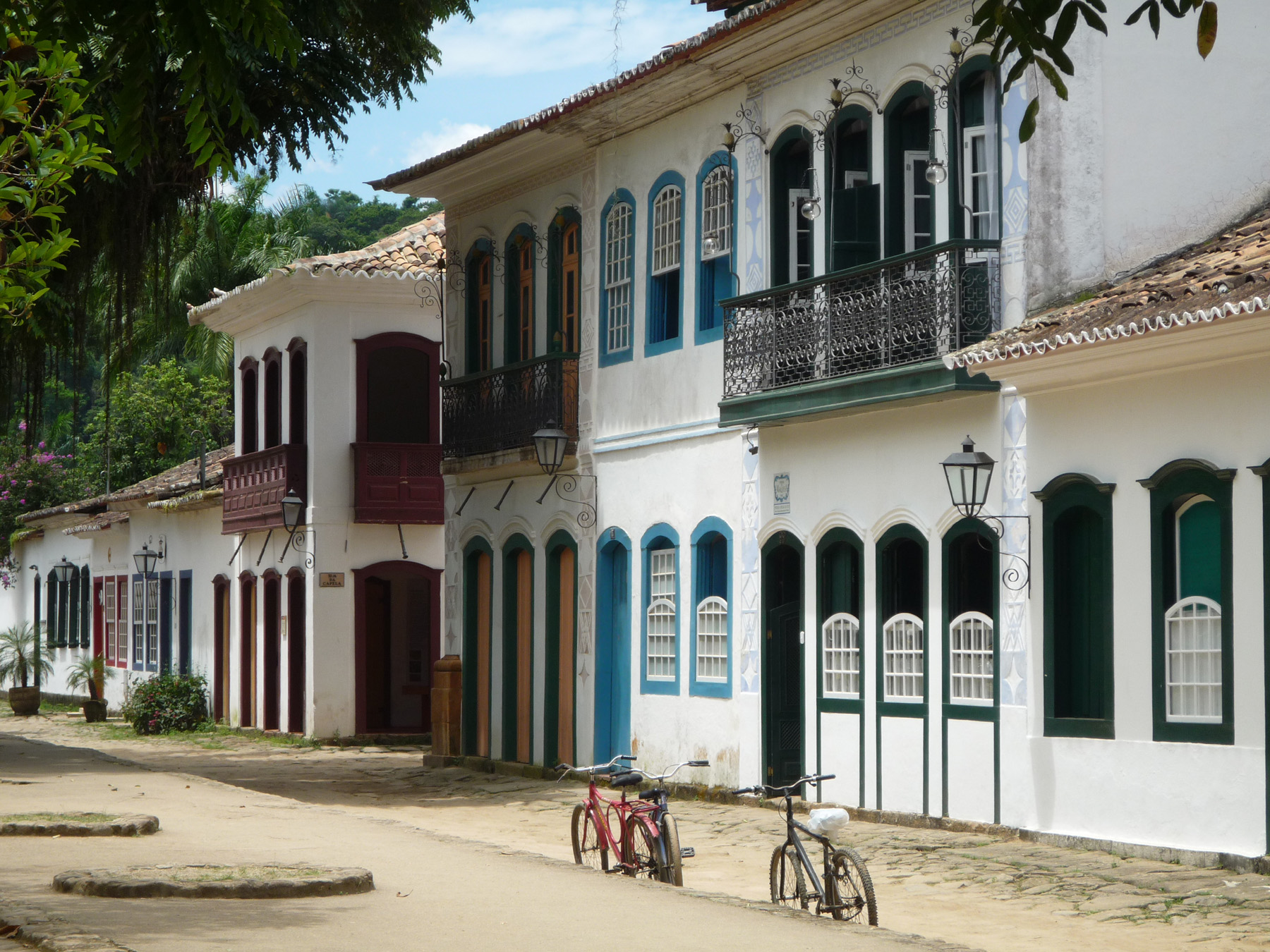
パラチー通り